# Nilda Moyano
Nilda Moyano (La Cañada, provincia de Santiago del Estero, Argentina, 5 de junio de 1976) es una profesora y política argentina, perteneciente al Frente Cívico por Santiago. Desde el año 2013 se desempeñó como comisionada municipal de su ciudad natal. El 16 de diciembre de 2021 juró como diputada nacional por Santiago del Estero, en reemplazo de Silvia Sayago, fallecida el 12 de diciembre de ese año. En dicha cámara, integra el bloque del Frente de Todos.